# Vetovo (huyện)
Vetovo là một huyện thuộc tỉnh Ruse, Bungaria. Dân số thời điểm năm 2001 là 18774 người.